# Ascidiota blepharophylla
Ascidiota blepharophylla là một loài rêu trong họ Porellaceae. Loài này được C. Massal. mô tả khoa học đầu tiên năm 1898.